# Szent Mihály és Gábriel arkangyalok fatemplom (Debren)
A debreni Szent Mihály és Gábriel arkangyalok fatemplom műemlékké nyilvánított épület Romániában, Szilágy megyében. A romániai műemlékek jegyzékében az  SJ-II-m-A-05049 sorszámon szerepel.